# Stanisław Ryszard Stande

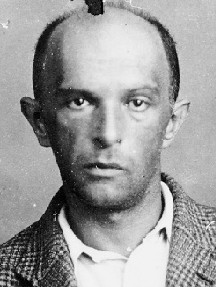
Stanisław Ryszard Stande po aresztowaniu przez NKWD 1937

Stanisław Ryszard Stande (ur. 16 listopada 1897 w Warszawie, zm. 1 listopada 1937 w Moskwie) – polski poeta, działacz Komunistycznej Partii Polski. Studiował filozofię na Uniwersytecie Jagiellońskim. 
Współpracował z Nową Kulturą. Był współpracownikiem Kultury Robotniczej, legalnego organu Komunistycznej Partii Robotniczej Polski. Współpracował z miesięcznikiem Dźwignia.
Współredaktor Miesięcznika Literackiego (w latach 1929-1931). W 1931 r. wyjechał do ZSRR.
Podczas tzw. operacji polskiej został aresztowany przez NKWD 9 września 1937. Oskarżono go o współpracę z polskim wywiadem. 1 listopada 1937 został skazany na śmierć i rozstrzelany. 5 listopada 1955 został zrehabilitowany postanowieniem Kolegium Wojskowego Sądu Najwyższego ZSRR.
Żonami Standego były: w latach 1920–1926 Zofia Lilien, biolog; w latach 1927–1935 Zofia Warska, córka Adolfa Warskiego; od 1935 r. Marija Grinberg, pianistka.